# Вислиценус, Йоханнес
Йоханнес (Иоганн) Вислиценус (нем. Johannes Wislicenus; 24 июня 1835, Клейнехштедт, близ Галле — 5 декабря 1902, Лейпциг) — немецкий химик-органик, работал преимущественно в области теории химического строения и стереохимии.

## Биография
Родился в семье известного теолога Густава-Адольфа Вислиценуса. Окончил Университет Галле (1859). Профессор химии университетов в Цюрихе (1864—1870), в Вюрцбурге (с 1872), в Лейпциге (с 1885).
Сын И. Вислиценуса Вильгельм Вислиценус (1861—1922) также работал в области органической химии; профессор в Тюбингенском университете.

## Работы
В 1863—1875 годах исследовал молочные кислоты, синтезировал обычную молочную кислоту и доказал её строение. В 1869 году впервые установил идентичность обычной молочной и мясо-молочной кислот, и высказал предположение, что их молекулы обладают различным пространственным расположением атомов. Эти взгляды послужили непосредственным толчком к выдвижению Я. Х. Вант-Гоффом (1874) стереохимической гипотезы, которую Вислиценус развил дальше. Описал явление геометрической изомерии на примерах малеиновой и фумаровой, кротоновой и изокротоновой, мезаконовой и цитраконовой кислот. В 1887 году доказал, что с помощью теории Вант-Гоффа могут быть установлены всевозможные конфигурации отдельных геометрических изомеров непредельных углеводородов. Исследования Вислиценуса содействовали прочному утверждению в науке стереохимических представлений. Им были синтезированы глутаровая кислота (1878), метил-β-бутилкетон (1883) и др. Открыл виниловый эфир (1878) и винилуксусную кислоту (1899).